# Montanha de Bascale
A montanha de Bascale (em turco: Başkale Dağı) ou montanha de Albaque (em armênio: Աղբակ լեռ; romaniz.: Ałbak leṙ) é uma montanha do planalto Armênio, na região histórica de Vaspuracânia. Fica entre os rios Cotur e Grande Zabe, na direção meridional, na bacia hidrográfica entre esses rios e o lago de Vã. Tem cerca de 135 quilômetros de comprimento e 3 631 metros de altura. As encostas ao norte são íngremes, as do sul são relativamente suaves. Sua vegetação típica é de estepe e subtropical. o rio Coxape origina-se no pico Acunique.